# Red State
Red State è un film del 2011 diretto da Kevin Smith.

## Trama
Jared, Travis e Billy-Ray decidono di andare da una donna matura che li ha invitati, attraverso un sito internet, per fare sesso di gruppo. I tre ragazzi arrivano alla roulotte della donna che li fa entrare e offre loro da bere, i giovani sono stati drogati e svengono. Jared quando si risveglia capisce di trovarsi nella chiesa del pastore Abin Cooper, noto nella zona per essere un fanatico, il quale inizia un sermone pieno d'odio nei confronti di un omosessuale, anch'egli prigioniero, che poi viene legato ad un crocefisso e barbaramente ucciso. Anche Jared sta per essere giustiziato, ma il pastore Cooper si ferma quando vede il vice-sceriffo guidare fino alla chiesa. Travis e Billy-Ray riescono a fuggire da dove erano stati tenuti in trappola, Billy-Ray viene inseguito da Caleb fino ad una stanza piena di armi dove finiscono per uccidersi a vicenda. Sentendo gli spari il vice-sceriffo riesce ad avvertire lo sceriffo Wynan prima di venire ucciso da uno degli adepti della chiesa, sul posto arrivano gli agenti della ATF. Travis, che era rimasto nascosto, si arma ed esce ma viene ucciso da Wynan che lo scambia per uno dei folli membri della congregazione. Quello che ne segue è una violenta sparatoria.

## Distribuzione
(Tagline del film)
Il film è stato presentato al Sundance Film Festival il 23 gennaio 2011, in seguito il regista lo ha portato in altri festival sparsi per il mondo. Negli Stati Uniti è stato distribuito direttamente per il mercato dell'home-video il 18 ottobre 2011. In Italia, è uscito direttamente in home video il 30 giugno 2017, distribuito da Koch Media.

## Riconoscimenti
- Sitges - Festival internazionale del cinema fantastico della Catalogna 2011
  - Miglior film e miglior attore (Michael Parks)